# Acetolattato sintasi
La acetolattato sintasi è un enzima appartenente alla classe delle transferasi, che catalizza la seguente reazione:
2 piruvato ⇄ 2-acetolattato + CO2
Questo enzima ha bisogno di tiamina pirofosfato. La reazione mostrata si trova nella via di biosintesi della valina; l'enzima può anche trasferire l'acetaldeide dal piruvato al 2-ossobutanoato, formando il 2-etil-2-idrossi-3-ossobutanoato, conosciuto anche come 2-aceto-2-idrossibutanoato, in una reazione che avviene nella biosintesi dell'isoleucina.